# Cá bướm tám vạch
Cá bướm tám vạch, tên khoa học là Chaetodon octofasciatus, là một loài cá biển thuộc chi Cá bướm (phân chi Discochaetodon) trong họ Cá bướm. Loài này được mô tả lần đầu tiên vào năm 1787.

## Từ nguyên
Từ định danh octofasciatus được ghép bởi hai âm tiết trong tiếng Latinh: tiền tố octo ("tám") và fasciatus ("có sọc"), hàm ý đề cập đến 8 dải sọc dọc màu đen trên cơ thể của loài cá này.

## Phạm vi phân bố và môi trường sống
Từ bờ đông Ấn Độ, Sri Lanka và Maldives, C. octofasciatus được phân bố trải dài về phía đông, băng qua phần lớn khu vực Đông Nam Á đến quần đảo Solomon và Palau, xa về phía nam đến rạn san hô Scott và Seringapatam ngoài khơi Tây Úc, ngược lên phía bắc đến vùng biển phía nam Nhật Bản.
Ở Việt Nam, C. octofasciatus được ghi nhận tại vịnh Hạ Long (Quảng Ninh); quần đảo Cát Bà (Hải Phòng); Hà Tĩnh; cù lao Chàm (Quảng Nam); Phú Yên; Ninh Thuận; vịnh Vân Phong và vịnh Nha Trang (Khánh Hòa); cù lao Câu và một số đảo đá ngoài khơi Bình Thuận; Côn Đảo; quần đảo An Thới, quần đảo Nam Du, quần đảo Hà Tiên cũng như tại bờ biển Hà Tiên (Kiên Giang).
C. octofasciatus được bắt gặp ở những khu vực có nhiều san hô phát triển trên đới mặt bằng của rạn viền bờ hay trong các đầm phá nông (thường nhiều bùn), độ sâu đến ít nhất là 20 m; cá con có thể ẩn mình trong các cụm san hô nhánh Acropora.

## Mô tả

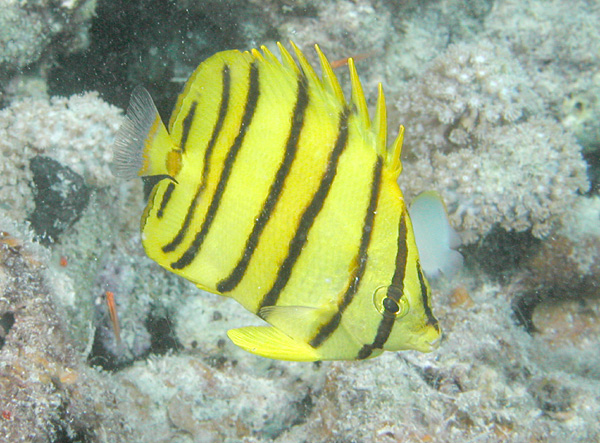
Kiểu hình vàng ở C. octofasciatus

C. octofasciatus có chiều dài cơ thể lớn nhất được ghi nhận là 12 cm. Loài này có hai kiểu hình: trắng hoặc vàng với 8 dải sọc đen ở hai bên cơ thể, và có thêm một đốm đen ở cuống đuôi. Vây bụng luôn là màu vàng ở hai kiểu hình. Vây đuôi trong suốt.
Số gai ở vây lưng: 10–12; Số tia vây ở vây lưng: 17–19; Số gai ở vây hậu môn: 3; Số tia vây ở vây hậu môn: 14–17; Số gai ở vây bụng: 1; Số tia vây ở vây bụng: 5.

## Sinh thái học
Thức ăn chủ yếu của C. octofasciatus là các polyp san hô. Đây là loài phụ thuộc hoàn toàn vào nguồn thức ăn là san hô.

## Phân loại học
C. octofasciatus có quan hệ gần nhất với hai loài Chaetodon aureofasciatus và Chaetodon rainfordi dựa vào kết quả phân tích phát sinh chủng loại phân tử.

## Thương mại
C. octofasciatus ít được xuất khẩu trong ngành thương mại cá cảnh. Vì là loài ăn san hô nên C. octofasciatus thường bị chết đói trong điều kiện nuôi nhốt.